# معاذ يوسف
معاذ يوسف (مواليد 1 يناير 1984) هو لاعب كرة قدم قطري مجنس يلعب في خط الدفاع.
لعب سابقاً مع أندية مسيمير و العربي و الوكرة و الريان و السيلية .

## روابط خارجية
- معاذ يوسف على موقع Soccerway.com (الإنجليزية)